# Mychajlo Fomenko
Mychajlo Ivanovytj Fomenko (ukrainska: Миха́йло Іва́нович Фоме́нко; ryska: Михаи́л Ива́нович Фоме́нко, Michail Ivanovitj Fomenko), född 19 september 1948 i Mala Rybytsia i Sumy oblast, Ukraina (i dåvarande Sovjetunionen), död 29 april 2024, var en ukrainsk fotbollsspelare och senare tränare som spelade för Sovjetunionen i internationella sammanhang under sin aktiva spelarkarriär. Han tog OS-brons i fotbollsturneringen vid de olympiska sommarspelen 1976 i Montréal.

## Meriter

### Som spelare
Dynamo Kiev
- Sovjetiska toppserien: 1974, 1975, 1977
- Sovjetiska cupen: 1974, 1978
- Europeiska cupvinnarcupen: 1975
- Uefa Super Cup: 1975

Landslag
- Brons i Olympiska spelen: 1976

### Som tränare
Dynamo Kiev
- Premjer-liha: 1993
- Ukrainska cupen: 1993

### Fotnoter
1. ↑  Помер почесний громадянин Сум Михайло Фоменко (ukrainska)
2. ↑  ”Football at the 1976 Montréal Summer Games: Men's Football”. Sports-reference.com. Arkiverad från originalet den 7 mars 2009. https://web.archive.org/web/20090307043456/http://www.sports-reference.com/olympics/summer/1976/FTB/mens-football.html. Läst 21 april 2016.